# Mundial 94 (historieta)
Mundial 94 es una historieta serializada en 1994 del dibujante de cómics español Francisco Ibáñez perteneciente a la serie Mortadelo y Filemón.

## Trayectoria editorial
Serializada en la revista Mortadelo Extra nºs 46 a 48 y más tarde en el n.º 66 de la Colección Olé.

## Sinopsis
Se va a celebrar el mundial de fútbol de 1994 en EE. UU. Sadam Huseín tiene un proyectil Polaris preparado en algún lugar. Su idea es hacerlo estallar en alguno de los estadios donde se celebre el mundial. Para ello ha sobornado a un jugador para que coloque en el césped un dispositivo electrónico que atraerá el misil.
Mortadelo y Filemón formarán parte de la selección nacional y, ayudados por el profesor Bacterio, tendrán que evitar que ocurra la catástrofe.